# Dorian Caddy
Dorian Caddy, né le 20 mars 1995 à Cagnes-sur-Mer (Alpes-Maritimes), est un footballeur français. Il joue au poste d'attaquant à l'AS Furiani-Agliani.

## Biographie
Né dans les Alpes-Maritimes, Dorian Caddy est d'origine martiniquaise. Il est le frère aîné de Warren Caddy, footballeur professionnel.

### Carrière en club
Formé à l'OGC Nice après avoir commencé le football à Saint-Laurent-du-Var, Dorian Caddy participe au parcours victorieux des U19 niçois en Coupe Gambardella,. Il fait ses débuts en équipe réserve à 17 ans et est champion de son groupe de CFA2 en 2013.
Il signe son premier contrat professionnel en janvier 2016, quelques jours après avoir fait ses débuts en Ligue 1. Cadre de l'équipe réserve, il est élu par les entraîneurs du groupe C de CFA dans l'équipe-type de la saison, en tant que remplaçant.
En novembre 2016 il est prêté pour six mois au Clermont Foot en Ligue 2. Il gagne en confiance au fil des matches et réalise une belle fin de saison aux yeux de la presse locale.
Il quitte l'OGC Nice en 2017 pour signer à l'US Quevilly Rouen, promu en Ligue 2. Principalement utilisé comme remplaçant, il connaît une relégation en National et rebondit à Rodez en juin 2018. Son bon début de saison est brutalement stoppé par une blessure pendant l'hiver. Eloigné des terrains pendant cinq mois, il ne participe pas à la seconde partie de saison, qui voit le club ruthénois être sacré champion de France de National. Apprécié des supporters, il est conservé pour la Ligue 2 mais ne parvient pas à retrouver son poids de forme, ce qui empêche son entraîneur Laurent Peyrelade de l'utiliser comme titulaire.
En fin de contrat en 2020, il signe au Stade lavallois où il ne marque aucun but en 407 minutes de jeu.
Il rejoint le FC Martigues en 2021 et participe à l'accession en National, sans pour autant être conservé pour la saison suivante.
En août 2022 il s'engage à l'AS Furiani-Agliani, club promu en National 2. En octobre 2022, il n'est toujours pas qualifié pour jouer en compétition officielle.

### Parcours en sélection nationale
En avril 2011, il est sélectionné en équipe de France U16. Il dispute le Tournoi de Montaigu, aux côtés de Clément Lenglet, Mike Maignan et Anthony Martial,. 

## Palmarès
- 2011 : finaliste du Tournoi de Montaigu avec l'équipe de France U16.
- 2013 : champion du groupe E de CFA2 avec l'équipe réserve de l'OGC Nice.
- 2019 : champion de France de National avec le Rodez Aveyron Football.
- 2022 : champion du groupe C de National 2 avec le FC Martigues